# Cocoliso (traje de bebé)
El cocoliso es una prenda de vestir infantil que se caracteriza por poseer en su parte inferior una especie de goma que cierra la pieza a manera de saco.
Este compuesto formado con el sustantivo coco ‘cabeza’ y el adjetivo liso ‘sin realces o arrugas’ se documenta en nuestra lengua popular aplicado a la persona que no tiene pelo en la cabeza. Su uso parece tener relación con el nombre de un personaje de la caricatura infantil Popeye el Marino; además, se apoya en la semejanza fonética que existe con otro adjetivo de uso peruano: coco “que no tiene cabello visible a consecuencia de un corte al ras” (Diccionario de peruanismos, APL, 2016). En Venezuela, cocololiso designa una “prenda de vestir infantil”.

## Características
Es una prenda de vestir hecha de algodón. En la parte inferior posee una goma que cierra la pieza a manera de saco.Es una prenda de manga larga.

## Ventajas
Es una prenda de vestir completa que permite que el bebé se mantenga abrigado, dado que es manga larga y cubre por completo las piernas. Es hecha de algodón para evitar alergias en la piel del bebé. Suele ser de bajo costo.

## Desventajas
Sólo puede ser utilizada en bebés menores de tres meses, ya que los niños mayores de tres meses tienden a moverse más y esta prenda puede resultar incómoda para ellos al momento de ejercitarse.
Debido a que es una prenda que data de muchos años atrás, son muy pocas las tiendas que la tienen a la venta.

## Uso del cocoliso en dibujos animados
En el año  1933, la conocida serie de dibujos animados llamada Popeye incluye a un personaje denominado Cocoliso, quien era el hijo adoptivo de Popeye y su característica principal era que su vestimenta era un cocoliso. En este año el uso del cocoliso se convirtió en un boom de la vestimenta de bebés. De ahí en adelante, se asocia el uso de esta prenda de vestir al reconocido personaje de esta serie de dibujos animados.
En la famosa serie de televisión Los Simpsons, Maggie Simpson, una de los personajes principales, usa un cocoliso azul.